# Yale Bowl
Der Yale Bowl ist ein Football-Stadion in New Haven, Connecticut, das an der Grenze zu West Haven, ungefähr 2 Kilometer westlich vom Hauptcampus der Yale University, liegt. Es wurde 1914 eröffnet und besitzt heute eine Zuschauerkapazität von 64.269. Ursprünglich lag sie bei 70.869, wurde aber durch Renovierungen mehrfach reduziert. Das Stadion dient hauptsächlich als Heimstätte der NCAA Yale Bulldogs, die in der Ivy League spielen. Zwischen 1973 und 1974, als das Yankee Stadium renoviert wurde und das Giants Stadium im Bau war, spielten die New York Giants ebenfalls im Yale Bowl.

## Geschichte
Baubeginn des Stadions war im August 1913. Zuerst wurde das Spielfeld ausgehoben und anschließend mit der ausgehobenen Erde eine Berme im Umkreis dazu aufgeschüttet, um eine elliptische Schüssel (engl. bowl) zu erhalten. Es war das erste bowl-förmige Stadion der Vereinigten Staaten und inspirierte das Design für mehrere solcher Stadien, wie etwa das Los Angeles Memorial Coliseum, das Rose Bowl Stadium und das Michigan Stadium. Am 27. Februar 1987 wurde das Stadion als National Historic Landmark deklariert.

## Galerie

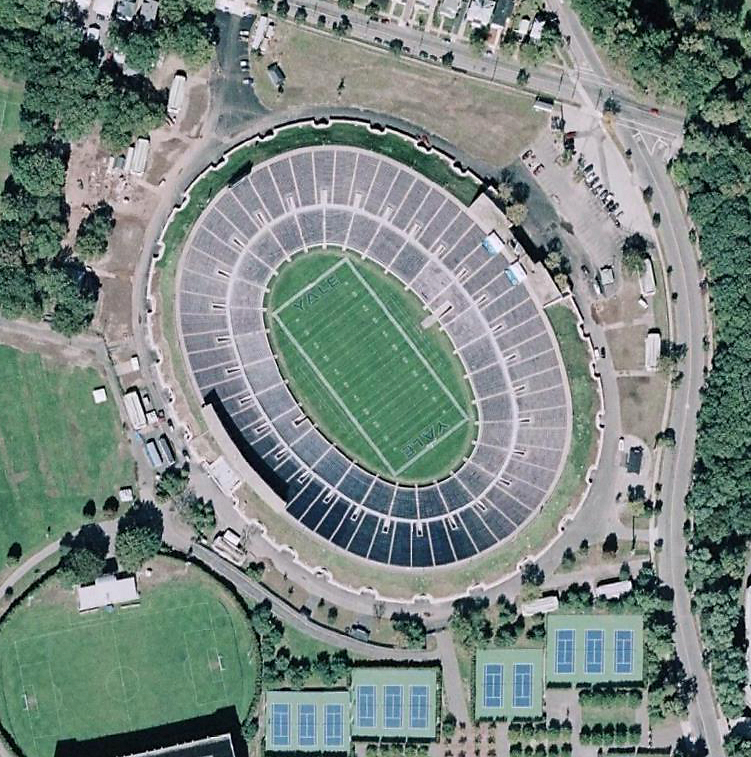
Satellitenaufnahme der Yale Bowl
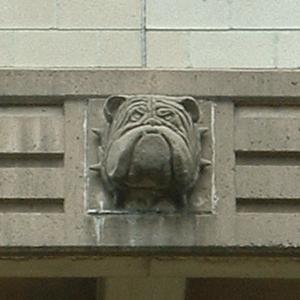
Eine Bulldogge Wasserspeier an der Pressebox
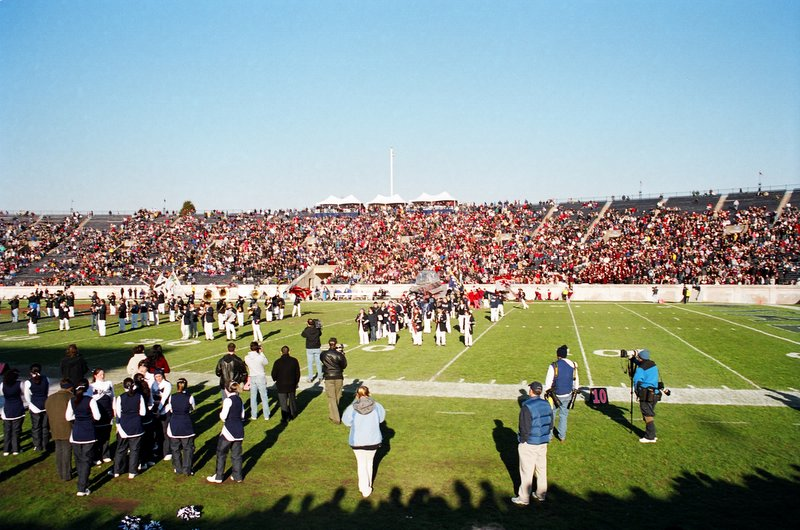
„The Game“, 2005
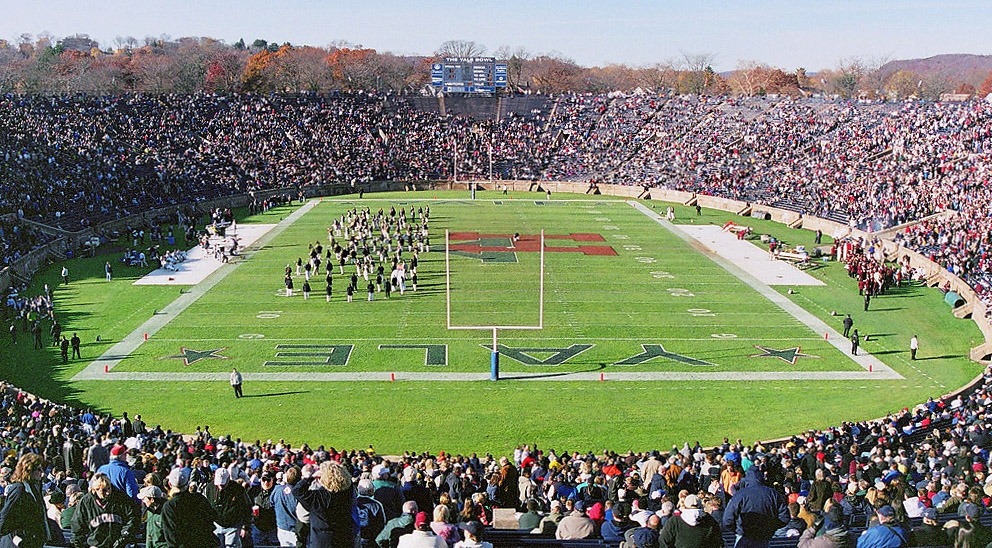
Halbzeit-Aktivitäten im Spiel Yale-Harvard 2001